# Aristófanes Fernandes
Aristófanes Fernandes e Silva (Santana do Matos, 5 de março de 1911 - Rio de Janeiro, 8 de dezembro de 1965) foi um empresário e político brasileiro, com atuação pelo estado do Rio Grande do Norte.

## Biografia
Nasceu em 1911 na cidade de Santana do Matos (RN), filho de José Fernandes e Silva e Genuína Fernandes e Silva. Era casado com Maria do Céu Fernandes, a primeira mulher eleita deputada estadual no Brasil, com quem teve dois filhos.
Foi eleito prefeito de sua cidade natal duas vezes. Foi eleito deputado estadual em 1947 pela União Democrática Nacional (UDN), na ocasião sendo um dos signatários da Constituição do Estado de São Paulo de 1947. Em 1954 elegeu-se novamente deputado estadual. Foi deputado federal pelo Rio Grande do Norte entre 1963 e 1965 pelo Partido Democrata Cristão (PDC).
Faleceu em dezembro de 1965, durante seu mandato de deputado federal.

## Homenagens
- Praça Aristófanes Fernandes, em Natal;
- Rua Aristófanes Fernandes, em Natal;
- Parque Aristófanes Fernandes, em Parnamirim;
- Escola Estadual Aristófanes Fernandes, em Santana do Matos;
- Praça Aristófanes Fernandes, em Santana do Matos;
- Rua Aristófanes Fernandes e Silva, em Santana do Matos;
- Nome no portal de entrada de Santana do Matos.